# Guitar Hero (serie)

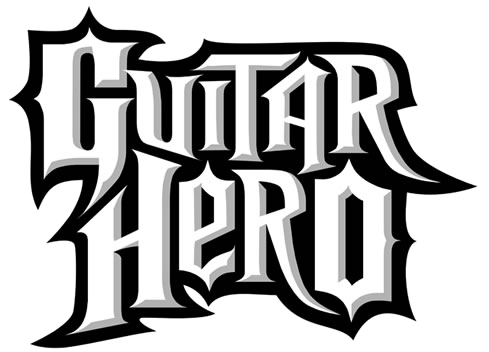
Logo ufficiale della serie

Guitar Hero è una serie di videogiochi musicali pubblicati da Activision tra il 2005 e il 2015. I videogiochi della serie permettono all'utente di utilizzare una periferica a forma di chitarra elettrica per simulare un chitarrista mentre suona musica in un concerto dal vivo, rappresentata sullo schermo da note colorate che corrispondono a dei pulsanti posti sul manico del dispositivo; la maggior parte dei brani da eseguire sono popolari canzoni rock, punk rock ed heavy metal, mentre altre sono cover non originali. Al 2022 i videogiochi della serie hanno venduto oltre venticinque milioni di copie in tutto il mondo, permettendo all'azienda un guadagno di circa due miliardi di dollari.

## Storia

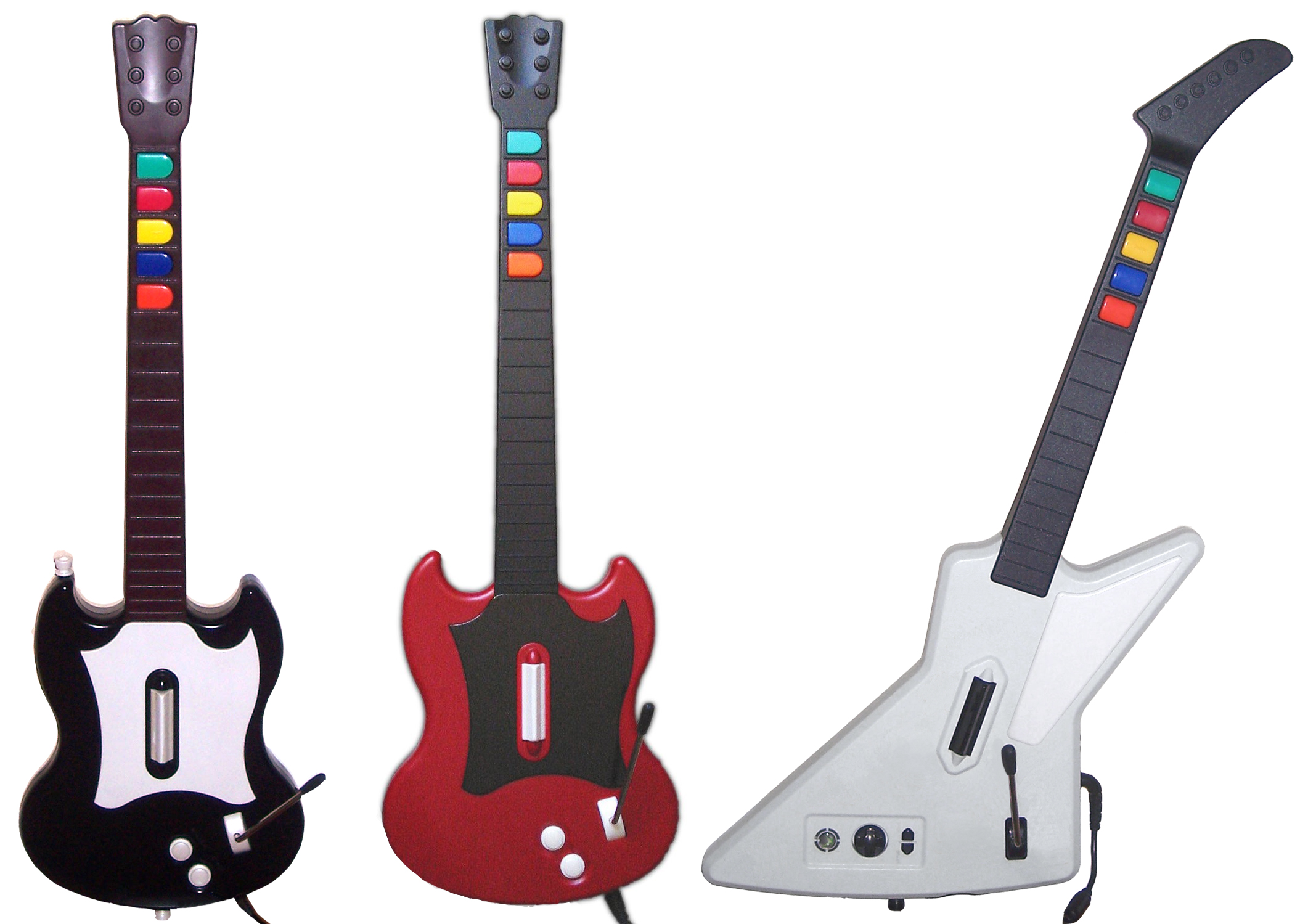
Le chitarre elettriche dei primi tre videogiochi della serie

L'originale Guitar Hero fu pubblicato su PlayStation 2 nel novembre 2005 e fu sviluppato dalla Harmonix. La Harmonix era precedentemente conosciuta per aver collaborato in giochi musicali come FreQuency e Amplitude per la PlayStation 2, entrambi i quali furono elogiati poiché permettevano ai giocatori di suonare e creare musica utilizzando il controller DualShock come se fosse un vero strumento musicale.
Guitar Hero (il primo videogioco della serie) si differenziava da ciò, e non si avvaleva dell'utilizzo del controller DualShock, bensì di una periferica a forma di chitarra, riproduzione della Gibson SG. Utilizzare questa innovativa periferica permetteva al giocatore di simulare a tutti gli effetti un vero chitarrista, utilizzando 5 tasti colorati come note, e una "strum bar" invece che le 6 corde di una vera chitarra. Il videogioco vinse numerosi premi per la sua innovatività e per la sua colonna sonora, che comprendeva 47 canzoni rock giocabili, molte delle quali erano cover di canzoni molto famose dal 1960 fino ad oggi.
La popolarità della serie incrementò notevolmente con la pubblicazione di Guitar Hero II per la PlayStation 2 nel 2006. Grazie alle caratteristiche implementate, miglioramenti nel comparto multiplayer e ben 64 canzoni, divenne il quinto videogame più venduto del 2006. La versione PlayStation 2 del gioco fu venduta sia separatamente sia in bundle con un controller Gibson SG rosso. Guitar Hero II fu più tardi pubblicato per la Xbox 360 nell'aprile 2007 con un esclusivo controller a forma di Gibson Explorer e con 10 canzoni aggiuntive, oltre ad altre caratteristiche aggiuntive.
Sia la RedOctane sia la Harmonix furono soggette a cambiamenti nel 2006. La RedOctane fu comprata dalla Activision in giugno e fu annunciato a settembre che la Harmonix sarebbe stata comprata dalla MTV Networks. Come risultato da queste due annessioni, la Harmonix non svilupperà videogiochi futuri della serie Guitar Hero. Invece, lo sviluppo dei nuovi titoli della serie andrà alla Neversoft, una sottoposta della Activision conosciuta per lo sviluppo della serie di Tony Hawk.
Nel 2007 è stato rivelato che la Harmonix stava lavorando su un titolo musicale simile a Guitar Hero chiamato Rock Band. Questo titolo sfrutta la popolarità della serie Guitar Hero implementando oltre alla chitarra anche la batteria e il microfono, in modo da riprodurre un gruppo musicale vero e proprio. L'ultimo videogioco della serie Guitar Hero ad essere stato sviluppato dalla Harmonix è stato Guitar Hero: Rocks the 80s per la PlayStation 2, pubblicato nel luglio 2007.
Guitar Hero III: Legends of Rock venne pubblicato nel novembre 2007 per le console PlayStation 2, PlayStation 3, Xbox 360, e Wii nonché per PC e Mac, e fu il primo della serie a includere un controller wireless in bundle con il gioco. Il titolo ottenne un buon successo dal punto di vista delle vendite grazie all'immenso battage pubblicitario di Activision e grazie alla risonanza che ottenne il brano dei Dragonforce Through the Fire and Flames per l'alto coefficiente di difficoltà; il gioco attirò tuttavia anche il malcontento dei fan di vecchia data per colpa di partiture di tasti mal fatte e controller poco precisi.
Neversoft decise così di provare a tornare maggiormente competitiva e decise di realizzare un'espansione dedicata ad un gruppo particolare e la scelta ricadde sugli Aerosmith; nell'estate 2008 il gruppo poté vedere lanciato sul mercato un titolo di questa serie a loro dedicato, con tanto di chitarre, luoghi e personaggi che ripercorressero la loro storia. Contemporaneamente viene pubblicato anche il pluri-rinviato capitolo pensato appositamente per Nintendo DS, ovvero Guitar Hero: On Tour.
Nel frattempo, però, la Harmonix realizzò e lanciò sul mercato Rock Band, videogioco musicale che riprendeva le meccaniche della serie di Guitar Hero e le applicava anche ad altre periferiche con l'intento di simulare una band completa (c'era il microfono per la voce, un controller-batteria per la batteria e ovviamente con i controller-chitarra si faceva chitarra e basso). Il successo in America fu consistente ma una scriteriata politica di gestione per il suolo europeo fu in grado di compromettere del tutto il lancio del gioco e di far sì che in zone come l'Italia il titolo vendesse pochissimo. Gli sviluppatori di Activision, cogliendo la palla al balzo, realizzarono il quarto capitolo con tutti gli strumenti con l'intento di riprendersi il trono perduto (almeno in America) inserendo la caratteristica che i fan aspettavano da più tempo: l'editor di canzoni. Purtroppo il fatto che venissero generati dei semplici file midi ha smorzato l'entusiasmo di quest'ultima feature.
In tempi più recenti la serie è riuscita a trovare nuova linfa grazie all'espansione dedicata ai Metallica, che implementava nuove caratteristiche nel gameplay di gioco, grazie all'espansione Guitar Hero: Greatest Hits, la quale ripropone 48 brani dei primi capitoli della serie stavolta con la possibilità di suonarle con tutti e 4 gli strumenti e infine con Guitar Hero 5, il quale introduceva nuove modalità di gioco e la possibilità di condividere le canzoni con gli altri capitoli della saga.
Nonostante il suo sviluppo fosse cominciato prima dello stesso Guitar Hero 5, l'espansione monotematica dedicata ai Van Halen vedrà la pubblicazione solo tra alcuni mesi, addirittura in tempi successivi all'uscita di Band Hero, titolo "gemello" ma maggiormente votato alla musica "da classifica".
Nel settembre 2010 è la volta dell sesto capitolo della serie, Guitar Hero: Warriors of Rock, che dopo la pubblicazione ha visto la chiusura della divisione di Neversoft dedicata allo sviluppo della serie.
Il 23 Ottobre 2015 uscì Guitar Hero Live con l'obbiettivo di rilanciare la serie dopo i bassi incassi degli ultimi titoli. Il titolo ebbe un grandissimo successo e fù nominato come miglior gioco dell'anno agli NME Awards e come "Miglior gioco per le famiglie" sia agli AIAS d.i.c.e Game Awards che ai British Academy Video Games Awards. Nonostante ciò la Activision ha subito un processo nel 2018 per aver programmato la chiusura del servizio HGTV del gioco a Dicembre dello stesso anno rendendo gran parte delle canzoni inutilizzabili. Così l'azienda offrì il rimborso a chi avesse acquistato il titolo dal 2017 al 2019.
Nel Giugno 2016, la RedOctane è stata acquisita dalla Activision, la quale ha speso centomilioni di dollari per acquisire il franchise di Guitar Hero, mentre ad ottobre sarebbe stato annunciato che la Harmonix sarebbe passata ad MTVgames. Come risultato di questi di acquisti, la Harmonix non ha più sviluppato altri titoli per la serie.

## Caratteristiche
Il nucleo del gameplay della serie Guitar Hero è un rhythm game simile ai precedenti giochi sviluppati dalla Harmonix come FreQuency e Amplitude. Il controller a forma di chitarra è fortemente raccomandato per giocare, benché sia possibile utilizzare anche il normale controller della console.
Una manico esteso di chitarra è mostrato verticalmente sullo schermo (i tasti sono orizzontali) e, durante lo svolgimento della canzone, dei pulsanti colorati indicanti le note viaggiano sotto lo schermo a tempo con la musica; il colore delle note e la loro posizione indicano quale dei 5 tasti colorati presenti sul controller bisogna premere. Appena le note raggiungono i bottoni, il giocatore deve premere le note indicate premendo i pulsanti relativi e abbassando la strumming bar in modo da ottenere punti. Successo o fallimento determineranno sullo schermo il cambiamento del Rock Meter, che mostra quanto il giocatore stia giocando bene (caratterizzato dai colori rosso, giallo e verde). Se il Rock Meter va sotto la sezione rossa, la canzone termina automaticamente, con il giocatore che viene cacciato dal palco dal pubblico. Se le note vengono prese in modo esatto, il giocatore aumenta in questo modo il punteggio, e se si riesce a colpire una lunga serie di note consecutiva, il punteggio aumenta considerevolmente incrementando il moltiplicatore di punteggio. C'è un lasso temporale per colpire ogni nota, simile ad altri rhythm games come Dance Dance Revolution, ma, diversamente da questi giochi, il punteggio in Guitar Hero non è influenzato dall'accuratezza; indipendentemente da quanto la nota viene tenuta premuta, il giocatore riceve sempre lo stesso punteggio.
Alcuni segmenti speciali delle canzoni hanno delle note a forma di stella: colpendo con successo queste note, si riempirà lo "Star Power Meter". Lo Star Power Meter può anche essere riempito usando la Whammy bar (il corrispettivo del tremolo della chitarra) durante note sostenute in questi segmenti speciali. Quando lo Star Power Meter è almeno a metà, il giocatore può attivare lo Star Power premendo il tasto select del controller o momentaneamente mettendo la chitarra in posizione verticale. Quando lo Star Power è attivo, il moltiplicatore del punteggio viene raddoppiato. Il Rock Meter cambia drasticamente quando lo Star Power è attivo, ciò rende più facile al giocatore rimanere ad alti livelli. Dunque, lo Star Power può essere strategicamente usato per suonare sezioni difficili delle canzoni che normalmente farebbero fallire il giocatore.
Le note possono essere singole oppure a gruppi da due o da tre (un accordo). Sia le singole note sia gli accordi possono essere sostenuti, seguendo una linea colorata che segue la nota; il giocatore deve tenere premuto il bottone relativo alla nota per l'intera lunghezza della linea colorata, in modo da ottenere il massimo punteggio. Durante una nota sostenuta, il giocatore può usare inoltre la whammy bar per alterare il tono della nota. Inoltre, il gioco supporta implementazioni virtuali come "hammer-on" e "pull-off", tecniche chitarristiche che sono usate per suonare con successo una veloce serie di note premendo solamente i tasti relativi, senza utilizzare la strum bar a ogni nota. Le sequenze dove non è obbligatorio utilizzare la strum bar sono indicate sullo schermo come un contorno bianco in alto dell'indicatore, invece che nero.
Mentre la canzone va avanti, sullo sfondo è possibile vedere il personaggio scelto dal giocatore insieme al resto della band mentre suonano in località differenti, come Stonehenge. La reazione del pubblico si basa sulla performance del giocatore giudicata dal Rock Meter. Guitar Hero II implementa speciali giochi pirotecnici e altri effetti on-stage che sono sincronizzati con la musica per poter riprodurre appieno un vero concerto live.
La modalità principale di Guitar Hero è la Carriera, nella quale il giocatore viaggia con la band tra varie arene per effettuare set da 4 a 6 canzoni. I giocatori possono scegliere il loro personaggio, la rispettiva chitarra e la località dove vogliono suonare. In questo modo, si può acquisire denaro utilizzabile nel negozio, dove è possibile acquistare canzoni bonus, chitarre aggiuntive e diversi colori per esse, oltre che nuovi personaggi. La modalità Avvio Rapido è il metodo più veloce per suonare canzoni, permette al giocatore di scegliere la traccia e la difficoltà, selezionare il personaggio, l'arena dove suonare e la chitarra relativa. Dopo aver completato la canzone, al giocatore viene dato un punteggio e una valutazione che può andare da 3 a 5 stelle, che variano in base alla qualità della prestazione.
Il giocatore può apprendere in modo graduale il funzionamento del gioco grazie ai 4 livelli di difficoltà. Il primo livello di difficoltà, Facile, si focalizza unicamente sui primi 3 bottoni ed è caratterizzato da una notevole riduzione delle note da eseguire. Il livello Medio introduce gli accordi e il quarto tasto (blu), mentre il livello Difficile include il quinto tasto (arancione) e note aggiuntive. Il livello Esperto non aggiunge altri tasti, ma aggiunge altre note, e modifica alcune esistenti in modo da rendere più competitivo ed appagante il gioco. Da Guitar Hero World Tour è stato aggiunto il livello di difficoltà Principiante, che permette di usare qualsiasi tasto per suonare le note della difficoltà Facile, aumentando così la semplicità.
Molte delle canzoni della serie sono cover dei brani originali (per esempio, la canzone Free Bird viene presentata come "resa famosa dai Lynyrd Skynyrd"), tuttavia, con il passare degli episodi è notevolmente aumentato il numero di canzoni originali, anche in virtù dell'accordo che Activision ha stretto con il gigante dell'industria discografica Universal Records.

## Videogiochi

### Capitoli principali
| Anno | Titolo                           | Piattaforma/e                                        |
| ---- | -------------------------------- | ---------------------------------------------------- |
| 2005 | Guitar Hero                      | PlayStation 2                                        |
| 2006 | Guitar Hero II                   | PlayStation 2, Xbox 360                              |
| 2007 | Guitar Hero III: Legends of Rock | PlayStation 2, PlayStation 3, Xbox 360, Wii, Windows |
| 2008 | Guitar Hero IV: World Tour       | PlayStation 2, PlayStation 3, Xbox 360, Wii, Windows |
| 2009 | Guitar Hero V                    | PlayStation 2, PlayStation 3, Xbox 360, Wii          |
| 2010 | Guitar Hero: Warriors of Rock    | PlayStation 3, Xbox 360, Wii                         |
| 2015 | Guitar Hero: Live                | PlayStation 3, PlayStation 4, Xbox One, Wii U        |

### Spin-off
| Anno | Titolo                           | Piattaforma/e                                        |
| ---- | -------------------------------- | ---------------------------------------------------- |
| 2007 | Guitar Hero: Rocks the 80s       | PlayStation 2                                        |
| 2007 | Guitar Hero III: Mobile          | Android, iOS                                         |
| 2008 | Guitar Hero: On Tour             | Nintendo DS                                          |
| 2008 | Guitar Hero: Aerosmith           | PlayStation 2, PlayStation 3, Xbox 360, Wii, Windows |
| 2008 | Guitar Hero: On Tour Decades     | Nintendo DS                                          |
| 2009 | Guitar Hero: Metallica           | PlayStation 2, PlayStation 3, Xbox 360, Wii          |
| 2009 | Guitar Hero: Greatest Hits       | PlayStation 2, PlayStation 3, Xbox 360, Wii          |
| 2009 | Guitar Hero: On Tour Modern Hits | Nintendo DS                                          |
| 2009 | Guitar Hero: Van Halen           | PlayStation 2, PlayStation 3, Xbox 360, Wii          |

## Impatto culturale
In aggiunta all'enorme successo commerciale e di critica, la serie di Guitar Hero ha avuto un significativo impatto, divenendo un fenomeno culturale. I titoli della serie sono diventati dei popolari party game, e vengono giocati in diversi locali. Molti bar negli Stati Uniti d'America propongono Guitar Hero Nights come un'alternativa al karaoke; un bar di New York ha triplicato le sue entrate grazie a quelle notti. La popolarità della serie è sbarcata anche nel mondo dello sport; il lanciatore dei Detroit Tigers Joel Zumaya si è infortunato durante i playoff del 2006 proprio giocando a Guitar Hero.
Un recente articolo su Salon sostiene che Guitar Hero è responsabile dell'incremento di fan dediti alla musica rock, oltre che dell'ispirazione ad essi a imparare a suonare la chitarra. L'articolo inoltre afferma che il gioco ha aiutato un chitarrista ad essere sensibile al ritmo, oltre che migliorare la sua destrezza e indipendenza della mano, necessaria per suonare lo strumento.
- Al gioco è stato persino dedicato un intero episodio della celebre serie animata americana South Park intitolato Guitar Queer-o.
- Nella serie televisiva Chuck, i dipendenti del Buy More giocano spesso a Guitar Hero in orario d'ufficio. Inoltre sono frequenti le occasioni in cui il protagonista lo usa come sfogo per la depressione, con grande disappunto dell'amico Morgan, che ritiene il videogame addirittura letale mescolato con l'alcol, quasi fosse una droga[10].
- Guitar Hero fa una brevissima apparizione anche nei Simpsons: nella puntata dove appare il personaggio doppiato da Jovanotti, durante una canzone si può vedere questo personaggio che, contemporaneamente, gioca a Dance Dance Revolution e a Guitar Hero.
- Ne I fantastici viaggi di Gulliver, il protagonista Gulliver in varie occasioni suona Rock and Roll All Nite a Guitar Hero (del quale crea anche una variante "lillipuziana", con figuranti su un palco al posto dello schermo ed un liuto al posto della chitarra-controller).
- Nell'episodio Miracoli della serie How I Met Your Mother uno dei protagonisti, Marshall, gioca a Guitar Hero con la chitarra di Guitar Hero: Aerosmith.
- Nel film L'isola delle coppie Vince Vaughn e Peter Serafinowicz si sfidano imbracciando la chitarra di Guitar Hero.
- La sitcom italiana Pong ha dedicato un episodio a Guitar Hero, intitolato La metallara che rivuole il divano.
- Nella canzone Abiura di me, dall'album Le dimensioni del mio caos, Caparezza canta: "io faccio politica pure quando respiro/mica scrivo musica giocando a Guitar Hero".
- In un episodio della serie Moonlight, si vede uno dei protagonisti giocare a Guitar Hero III: Legends of Rock, mentre suona School's Out di Alice Cooper.
- In un episodio della serie Gossip Girl, Serena e Vanessa giocano a Guitar Hero 2, suonando Free Bird dei Lynyrd Skynyrd proponendosi una sfida a Cherry Pie dei Warrant.
- In un episodio della serie Heroes, due protagoniste giocano a Guitar Hero 5, suonando Superstition di Stevie Wonder.
- Nel film Orphan si vede il figlio della protagonista giocare a Guitar Hero.
- In una scena del film I Puffi, diretto da Raja Gosnell, si vede il protagonista intento a giocare a Guitar Hero insieme ai Puffi.
- In un episodio della serie The Newsroom, durante una festa, due protagonisti si sfidano a Guitar Hero.
- In una scena del film di Sofia Coppola Somewhere la figlia del protagonista gioca a Guitar Hero nell'appartamento del padre.
- Nella quarta stagione de I Cesaroni, nell'episodio Cattive compagnie, i protagonisti giocano a Guitar Hero. Uno di questi, Marco, scrive una canzone intitolata Tempo per me ispirato dal gioco.